# Browser Object Model
El Browser Object Model (BOM) es una convención específica que se refiere a todos los objetos expuestos por el navegador web. A diferencia del Document Object Model (DOM), no hay ningún estándar para la implementación y ninguna definición estricta, por los que los proveedores de navegadores son libres de implementar el BOM de cualquier manera que deseen.
Lo que vemos como una ventana que muestra un documento, el navegador web lo ve como colección jerárquica de objetos. Cuándo el navegador analiza un documento, crea una colección de objetos que definen el documento y detallan cómo debe ser mostrado. El objeto que el navegador crea se conoce como Document Object. Es parte de una colección más grande de objetos que el navegador utiliza. Esta colección de objetos del navegador se conoce colectivamente como el Browser Object Model, o por sus siglas en inglés BOM.
El nivel superior de la jerarquía es el objeto window, que contiene la información sobre la ventana que muestra el documento. Algunos de los objetos window son objetos propiamente dichos que describen el documento y la información relacionada.